# Victor Amadeus I van Savoye-Carignano
Victor Amadeus (I) van Savoye (Turijn, 1 maart 1690 – Parijs, 4 april 1741) was prins van Carignano van 1709 tot zijn dood. Hij was een zoon van prins Emanuel Filibert en Angelica Catharina d'Este.
Op 7 november 1714 huwde hij te Moncalieri met Vittoria Francisca van Savoye (1690 – 1766), een buitenechtelijke dochter van hertog Victor Amadeus II van Savoye. Uit dit huwelijk werden vijf kinderen geboren:
- Jozef Victor Amadeus (11 mei – 28 oktober 1716)
- Anna Theresia (1 november 1717 – Parijs 5 april 1745); ∞ (Parijs 5 november 1741) Karel Julius de Rohan-Soubise (16 juli 1715 – Parijs 1 juli 1787), hertog van Rohan
- Lodewijk Victor (1721 – 1778), 4e prins van Carignano
- Victor Amadeus (* 16 juni 1722, jong overleden)
- dochter (* en † 24 maart 1729)

Daarnaast had Victor Amadeus talrijke buitenechtelijke kinderen bij verschillende maîtresses:
- bij Felicita Parà di Marignan († 1742):
  - Giovannino (ca 1712 – 1742), geestelijke
  - Marianna Luigia (ca 1714 – 1769), trad als zuster Chiara Maria di Marignan in het klooster van Pinerolo
- bij Jeanne Elisabeth de Lyon:
  - Vittorio Amedeo (29 januari 1728 – ?)
- bij Maria Vonzart:
  - Amedea Anna (Parijs 28 november 1730 – aldaar 21 juni 1813), mademoiselle de Villafranca genoemd; ∞ Joseph Bigeard-Murinais
  - Carlo Amedeo Filiberto (Parijs 23 december 1731 – Turijn 10 juni 1807), cavaliere di Racconigi genoemd; ∞ (Turijn 25 juli 1798) Christine de La Tour-Remoular (Grasse 1764 – Turijn 2 juni 1841)
  - Caterina (Parijs ca 1733 – na juni 1813), mademoiselle de Villafranca genoemd; ∞ Nicolas Foucard d’Olimpie